# ON THE ROAD 2015-2016 "Journey of a Songwriter"
『ON THE ROAD 2015-2016 "Journey of a Songwriter"』（オン・ザ・ロード 2015-2016 "ジャーニー・オブ・ア・ソング・ライター）は、2018年4月25日に、映像作品『ON THE ROAD 2015-2016 旅するソングライター "Journey of a Songwriter"』と同時に発売された、浜田省吾9作目の映像作品。

## 概要
前作『ON THE ROAD 2011 "The Last Weekend』から5年半振りの映像作品。
2015年発売アルバム『Journey of a Songwriter 〜 旅するソングライター』を核にしたホールツアー「ON THE ROAD 2015 "Journey of a Songwriter"」から11月のフェスティバルホール公演と、翌年開催のアリーナツアー「ON THE ROAD 2016」からのさいたまスーパーアリーナ公演をまとめたライブ映像作品。
本作は、DVD+CDと、Blu-ray+CDの計2形態で発売された。

## 収録曲

### DVD

#### Disc-1
1. 永遠のワルツ (Instrumental)
2. 光の糸
3. 旅するソングライター
4. マグノリアの小径
5. 美しい一夜
6. サンシャイン・クリスマスソング
7. きっと明日
8. 瓶につめたラブレター
9. ハッピー・バースデイソング
10. 夢のつづき
11. 夜はこれから
12. 丘の上の愛
13. ラストショー
14. Edge of the Knife
15. DJお願い!
16. バックシートラブ
17. 今夜こそ
18. 終りなき疾走
19. Midnight Blue Train
20. ON THE ROAD
21. J.BOY

#### Disc-2
1. アジアの風 青空 祈りpart-1 風
2. アジアの風 青空 祈りpart-2 青空
3. アジアの風 青空 祈りpart-3 祈り
4. 誓い
5. こんな夜は I MISS YOU
6. I am a father
7. 家路

【SPECIAL FEATURES】
Live Visuals
1. 旅するソングライター（Orchestra Version）
2. 路地裏の少年
3. きっと明日
4. 永遠の恋人
5. 五月の絵画
6. 恋する気分
7. 永遠のワルツ

Music Videos
1. 光の糸（Re-edit 2018）
2. 旅するソングライター（Re-edit 2018）
3. マグノリアの小径
4. 夜はこれから（Long Version）

### Blu-ray
1. 永遠のワルツ (Instrumental)
2. 光の糸
3. 旅するソングライター
4. マグノリアの小径
5. 美しい一夜
6. サンシャイン・クリスマスソング
7. きっと明日
8. 瓶につめたラブレター
9. ハッピー・バースデイソング
10. 夢のつづき
11. 夜はこれから
12. 丘の上の愛
13. ラストショー
14. Edge of the Knife
15. DJお願い!
16. バックシートラブ
17. 今夜こそ
18. 終りなき疾走
19. Midnight Blue Train
20. ON THE ROAD
21. J.BOY
22. アジアの風 青空 祈りpart-1 風
23. アジアの風 青空 祈りpart-2 青空
24. アジアの風 青空 祈りpart-3 祈り
25. 誓い
26. こんな夜は I MISS YOU
27. I am a Father
28. 家路

【SPECIAL FEATURES】
Live Visuals
1. 旅するソングライター（Orchestra Version）
2. 路地裏の少年
3. きっと明日
4. 永遠の恋人
5. 五月の絵画
6. 恋する気分
7. 永遠のワルツ

Music Videos
1. 光の糸（Re-edit 2018）
2. 旅するソングライター（Re-edit 2018）
3. マグノリアの小径
4. 夜はこれから（Long Version）

### CD

#### Disc-1
1. 光の糸
2. 旅するソングライター
3. マグノリアの小径
4. 美しい一夜
5. サンシャイン・クリスマスソング
6. 瓶につめたラブレター
7. 五月の絵画
8. ハッピー・バースデイソング
9. 夢のつづき
10. 夜はこれから
11. 恋する気分
12. きっと明日

#### Disc-2
1. アジアの風 青空 祈りpart-1 風
2. アジアの風 青空 祈りpart-2 青空
3. アジアの風 青空 祈りpart-3 祈り
4. 誓い
5. 永遠のワルツ
6. All Songs from Journey of a Songwriter Piano Solo Medley